# Muswellbrook
Muswellbrook ist eine Stadt im Osten des australischen Bundesstaates New South Wales. Sie ist die Hauptstadt der Local Government Area Muswellbrook Shire. Der Name ist eine Verballhornung des Begriffs Muscle Brook (dt.: Muskelbach). Über die Herkunft und die Schreibweise des Namens gibt es allerdings einen Streit. Der Mussel Creek (dt.: Muschelbach) – heute Muscle Creek – wurde zuerst von einer Gruppe von Landvermessern benannt, die am Beginn des 19. Jahrhunderts in dem kleinen Bach Muscheln fanden, als sie an seinen Ufern ihre Zelte aufschlugen. Die heutige Schreibweise von Muswellbrook soll von der des Gebietes Muswell Hill in London abgeleitet sein.
Die Stadt ist ein Mittelzentrum im oberen Hunter Valley, ca. 243 km nördlich von Sydney. Der erste Europäer erforschte die Region 1819; es war der Chief Constable John Howe. 1833 wurde die Siedlung zur Stadt erklärt. Bei der letzten Volkszählung 2016 wurde eine Bevölkerungszahl von 12.075 ermittelt.
Die Gegend war insbesondere für den Steinkohlenbergbau und die Pferdezucht bekannt. Südlich der Stadt liegen zwei Kohlekraftwerke, Liddell und Bayswater. Sie entstanden 1973 beziehungsweise 1980 und bieten ca. 500 Arbeitsplätze für die Region.

## Verkehr
Muswellbrook liegt an der Kreuzung zweier wichtiger Eisenbahnstrecken, der Main North und der Merriwa, Teil der Überlandstrecke nach Gulgong. Dies stellte einen wichtigen Verkehrsknotenpunkt dar und bediente etliche Nebenstrecken für den Kohlebergbau, die in geringer Entfernung vom Bahnhof an die Strecke angebunden waren.
Der Bahnhof von Muswellbrook wird von der CityRail, von der CountryLink, von überregionalen und von lokalen Buslinien angefahren.
Der New England Highway verläuft zurzeit noch durch die Stadt. Eine Strecke für eine Ortsumgehung wurde schon 2006 ausgewählt, aber die Bundesregierung stoppte das Projekt im August 2008. Die Verbindungsstraße Muswellbrook–Denman verbindet die Stadt mit dem Golden Highway.

## Bekannte Einwohner
- Der Journalist Donald Horne wuchs in Muswellbrook auf.
- Der Gitarrenvirtuose Tommy Emmanuel wurde 1955 in Muswellbrook geboren.
- Der Schiedsrichter der National Rugby League Shayne Hayne wuchs in Muswellbrook auf und verbrachte die meiste Zeit seines Lebens dort.
- Der Rugby-Spieler Jamie Feeney wurde 1978 in Muswellbrook geboren.
- Der PGA-Golfer Kurt Barnes wurde 1981 in Muswellbrook geboren und wuchs dort auf.
- Der moderne Maler James Clifford (1936–1987) wurde in Muswellbrook geboren und wuchs dort auf.[7]

## In Literatur, Film und Musik
- Muswellbrook wird im Steely-Dan-Song Black Friday vom Katy-Lied-Album (1975) erwähnt.
- Muswellbrook kommt auch in Thomas Keneallys Buch The Chant of Jimmie Blacksmith vor.
- Auch im australischen Film Fatty Finn (1980) spielt Muswellbrook eine Rolle. Einer der Protagonisten bemerkt: „Things are crook, in Muswellbrook“.

## Schulen und Kindergärten
- Muswellbrook South Public School
- Muswellbrook Public School
- St James Muswellbrook
- Muswellbrook High School
- Muswellbrook Pre School Kindergarten
- Muswellbrook Christian School

## Söhne und Töchter (Auswahl)
- Joseph Palmer Abbott (1842–1901), Politiker
- Tommy Emmanuel (* 1955), Gitarrist
- Greg Thompson (* 1956), anglikanischer Bischof
- Simon Orchard (* 1986), Hockeyspieler